# Matthaeus Herbenus
Mathieu Herben, beter bekend onder zijn gelatiniseerde naam Matthaeus Herbenus of Herbenus, ook wel Herbenus Traiectensis of Baetasius Trajectensis (Maastricht?, 1451 - 1538), was een geestelijke en tevens humanist, pedagoog, musicus, musicoloog en historicus. Na een verblijf van ruim tien jaar in Italië, gaf hij in Maastricht leiding aan de kapittelschool van het Sint-Servaaskapittel, waar hij de ideeën van het humanisme introduceerde. Herbenus brak met de traditie van de middeleeuwse kroniekschrijvers en geldt om die reden als een van de eerste moderne geschiedschrijvers in de Nederlanden.

## Biografische schets
Over de jeugd en familieachtergrond van Herbenus is vrijwel niets bekend. De naam waaronder hij later bekendheid verwierf is de gelatiniseerde vorm van Herben, Herven of Erven. In zijn jonge jaren maakte hij een studiereis door Italië (ca. 1470-ca. 1482), waarbij hij enige tijd verbleef in Rome, Bologna en Venetië. In Rome vervoegde Herbenus zich bij kardinaal Onofrio de Santa Croce, de pauselijke diplomaat die in 1468 in Luik (vergeefs) had getracht de verwoesting van de stad door Karel de Stoute te voorkomen. De kardinaal bracht hem in contact met Angelo Sabino en samen schreven ze in 1471 het 6000 verzen lange epische gedicht De excidio civitatis leodiensis over de verwoesting van Luik.
Later was Herbenus enkele jaren in dienst van kardinaal Niccolò Perotti, hoogleraar aan de Universiteit van Bologna en een bekend Italiaans humanist. Perotti publiceerde in deze jaren bijzonder veel en Herbenus zal hem daarbij geholpen hebben. In Bologna volgde hij waarschijnlijk van 1474-'76 colleges, maar als alumni is zijn naam niet terug te vinden in de annalen van de universiteit. Herbenus heeft ook nimmer de doctorstitel gevoerd.
Vanaf 1482 was hij verbonden aan de kapittelschool van het kapittel van Sint-Servaas. Van 1485 tot 1492 was hij rector van de kapittelschool. In 1497 blijkt hij evangelarius te zijn, degene die in de mis het evangelie zingt. Voor deze functie moest men diaken zijn, een van de hogere priesterwijdingen. Rond deze tijd wordt hij genoemd als lid van de broederschap van kapelaans van het Sint-Servaaskapittel, de zogenaamde 'kleine kanunniken' van Sint-Servaas. Deze broederschap bestond uit geestelijken, die een groot aantal taken (het opdragen van missen, zielzorg, ed.) hadden overgenomen van de 'grote kanunniken', die in veel gevallen nauwelijks deelnamen aan het kerkelijk leven. Herbenus ontving zijn priesterwijding pas in 1505 of 1506, toen hij al over de 50 was.
De beroemde Duitse cryptograaf en bibliograaf Johannes Trithemius (1462-1516) was een vriend van Herbenus, die hij in 1495 en 1503 in Sponheim opzocht. Trithemius nam een brief van Herbenus op in zijn collectie van belangrijke geschriften, de Catalogus illustrium virorum Germaniae uit 1495. Andere humanisten en geleerden waarmee Herbenus contacten onderhield waren Jakob Wimpfeling (1450-1528), Johannes Reuchlin (1455-1522), Sebastian Brant (1457-1521) en Conrad Celtis (1459-1508).
Er zijn weinig berichten over zijn activiteiten na 1497. Mogelijk was hij teleurgesteld over het gebrek aan steun en sympathie, mogelijk neigde hij tot een meer teruggetrokken leven. Matthaeus Herbenus overleed op 87-jarige leeftijd en werd begraven in een zijkapel van de Sint-Servaaskerk, waar begin 21e eeuw een kleine plaquette is aangebracht.
Hoewel Herbenus niet fors betaald zal zijn als scholaster, kapelaan, musicus en schrijver, stierf hij niet onbemiddeld. Uit zijn testament blijkt dat hij, naast zijn huis in de Bouillonstraat, een kostbare boekenverzameling van enkele tientallen banden bezat.
In 1903 werd een straat naar hem vernoemd, de Herbenusstraat.

## Werken

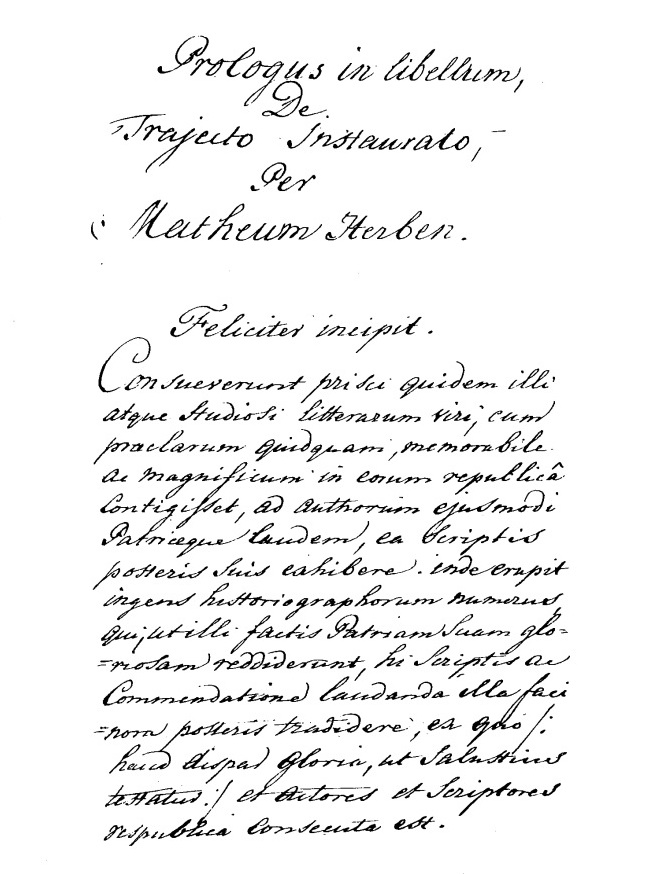
19e-eeuwse transcriptie van Herbenus' De Trajecto instaurato door Martinus van Heylerhoff

Herbenus's vroegste werk is een verslag van een mislukte machtsovername in het Italiaanse Hertogdom Ferrara in september 1476, door Herbenus opgetekend tijdens zijn verblijf in het nabije Bologna en gepubliceerd in Maastricht kort na 1482. Het stuk is geschreven in de stijl van de Griekse historicus Polybios. In dezelfde bundel verschenen de verslagen van twee bloedige gebeurtenissen uit de Ottomaans–Venetiaanse Oorlog (1463–1479), de Turkse verovering van Negropontis (op het Griekse eiland Euboea) in 1470 en het beleg van Skutari (in Albanië) in 1474. Herbenus zag in deze gebeurtenissen een grote bedreiging van het westerse christendom en riep christenen op zich hiertegen te verzetten. Herbenus droeg de bundel waarin deze verhalen verscheen op aan de Maastrichtse scholaster Arnold van Elderen (†1487).
Omstreeks 1485 begon hij de bouwwerken in zijn geboortestad te beschrijven. Zijn De Traiecto instaurato ('Over het herstelde Maastricht') geldt als de oudste stadsbeschrijving van Nederland. De titel verwijst naar De Roma instaurata, het driedelige standaardwerk over de geschiedenis en archeologie van Rome van Flavio Biondo, waardoor Herbenus zich liet inspireren. Het handschrift bleef bewaard in een bundel historische studies uit 1520, maar werd nooit gedrukt. In deze bundel, die in 1520 aan Karel V werd aangeboden, bevonden zich ook een bouwgeschiedenis van de Sint-Servaaskerk, een beschrijving van voorwerpen in de schatkamer van de Sint-Servaaskerk, een beschrijving van de Heiligdomsvaart en andere geschriften.
Als zijn belangrijkste werk geldt zijn muziektraktaat De natura cantus ac miraculis vocis (Beschouwingen over zang en stem). De twee bewaard gebleven manuscripten zijn, hoewel omvangrijk, nog onvoltooid; Herbenus was van plan zeven boeken over dit onderwerp te schrijven. Uit het werk blijkt een grote eruditie en kennis van de muziekpedagogische geschriften uit zijn tijd. Duidelijk blijkt Herbenus' voorkeur voor homofonie. Daarmee ondersteunt Herbenus de op dat moment in Maastricht gangbare uitvoeringspraktijk, zoals die was ingevoerd door de Akense cantor Thomas Tzamen, een leerling van Jacob Obrecht, en die zich afzette tegen de Luikse polyfone uitvoeringspraktijk.

## In Nederlandse vertaling
- Matthaeus Herbenus, Over hersteld Maastricht (De Traiecto instaurato), transcriptie en vertaling door M.G.M.A. van Heyst, 1985

- Biografisch Portaal: 02875413
- Gemeinsame Normdatei: 102369216
- International Standard Name Identifier: 0000 0000 0361 2468
- Library of Congress Control Number: nr94004936
- Nederlandse Thesaurus van Auteursnamen: 075124432
- Virtual International Authority File: 52080617
- WorldCat: E39PCjJtDCBmjXTG4VqrHfmDFX